# Dorothy Metcalf-Lindenburger

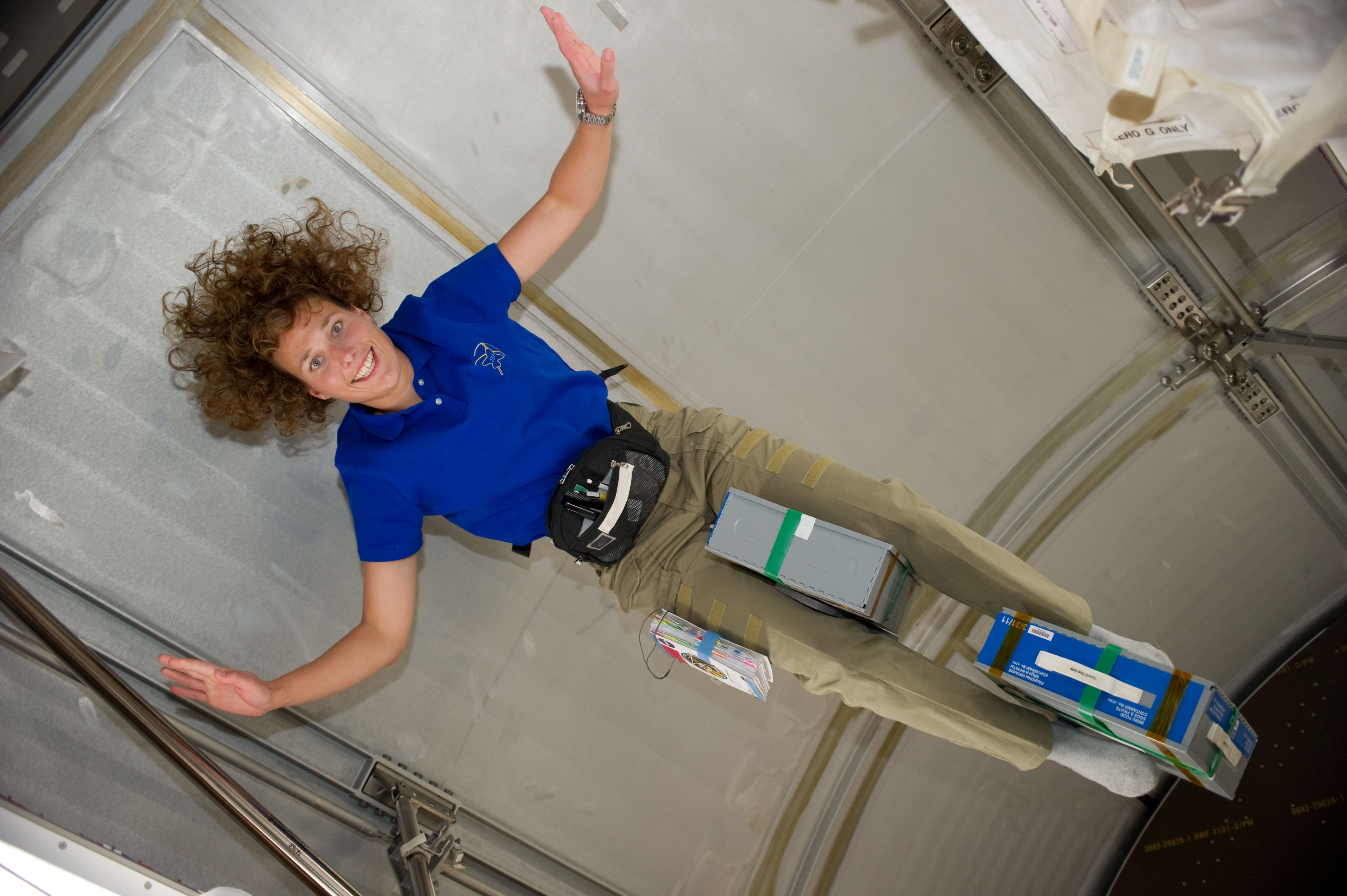
Dorothy Metcalf-Lindenburger wewnątrz modułu Leonardo w trakcie misji kosmicznej

Dorothy Marie „Dottie” Metcalf-Lindenburger (ur. 2 maja 1975 w Colorado Springs) – amerykańska astronautka, geolog i nauczycielka.
Urodziła się w Colorado Springs w stanie Kolorado, choć za swoje miasto rodzinne uważa Fort Collins. Uczyła przedmiotów ścisłych na Hudson’s Bay High School w Vancouver, dopóki nie została wybrana do programu Educator Astronaut Project w 2004 roku. W 2000 roku wyszła za mąż za Jasona Metcalfa-Lindenburgera.

## Edukacja
- Fort Collins High School w Fort Collins,
- 1997 – studia na Whitman College w stanie Waszyngton, ukończone licencjatem z geologii z wyróżnieniem,
- 1999 – studia nauczycielskie na Central Washington University w stanie Waszyngton.

## Organizacje
- Phi Beta Kappa,
- National Education Association (Narodowe Stowarzyszenie Nauczycieli),
- Geological Society of America.

## Odznaczenia i nagrody
- 2010 – Ducan Bonjorni Extraordinary Achievement Award (Central Washington University),
- 2009 – Pete Reid Award for Young Alumni (Whitman College),
- 2007 – Space Camp Hall of Fame Inaugural Inductee,
- 1999 – Outstanding Teacher Preparation Candidate at Central Washington University,
- 1997 – Whitman College Leed’s Geology Award,
- 1997 – Whitman College Order of the Waiilatpu,
- 1996 – GSA Field Camp Award,
- 1995–1996 – NAIA Academic All-American in Cross Country and Track,
- 1996 – NAIA Conference Champion in the 10K.

- Universal Astronaut Insignia za lot orbitalny (nr 513) – Stowarzyszenie Uczestników Lotów Kosmicznych (Association of Space Explorers(inne języki))[1]

## Doświadczenie
- Pięć lat nauczania nauk o Ziemi i astronomii na Hudson’s Bay High School w Vancouver,
- Trzy lata trenowania biegów przełajowych na poziomie szkoły średniej i dwa lata trenowania do Olimpiady Naukowej,
- Prowadzenie badań przez dwa lata z the KECK Consortium,
- Badanie ostatniego zlodowacenia Russel Creek w stanie Wyoming.

## Praca w NASA
Dorothy została wybrana przez NASA w 2004 roku na kandydatkę do lotu. Pozytywnie przeszła szkolenie obejmujące przetrwanie w przestrzeni kosmicznej i testy fizyczne. W lutym 2006 roku została przyjęta na astronautkę NASA. 20 lipca 2009 roku zaśpiewała hymn z okazji 40 rocznicy lądowania statku kosmicznego Apollo 11 na Księżycu. Przez długi czas była główną piosenkarką w rockowym zespole astronautów Max Q.
W kwietniu 2010 roku wzięła udział jako specjalistka misji w misji STS-131 wahadłowca kosmicznego Discovery, której celem była wizyta na Międzynarodowej Stacji Kosmicznej. Głównym celem wyprawy było dostarczenie modułu logistycznego MPLM Leonardo.
Dowodziła misją NEEMO 16 (NASA Extreme Environment Mission Operations) w podwodnym laboratorium Aquarius, która rozpoczęła się 11 czerwca 2012 roku.
13 czerwca 2014 roku opuściła NASA.